# Oferdingen

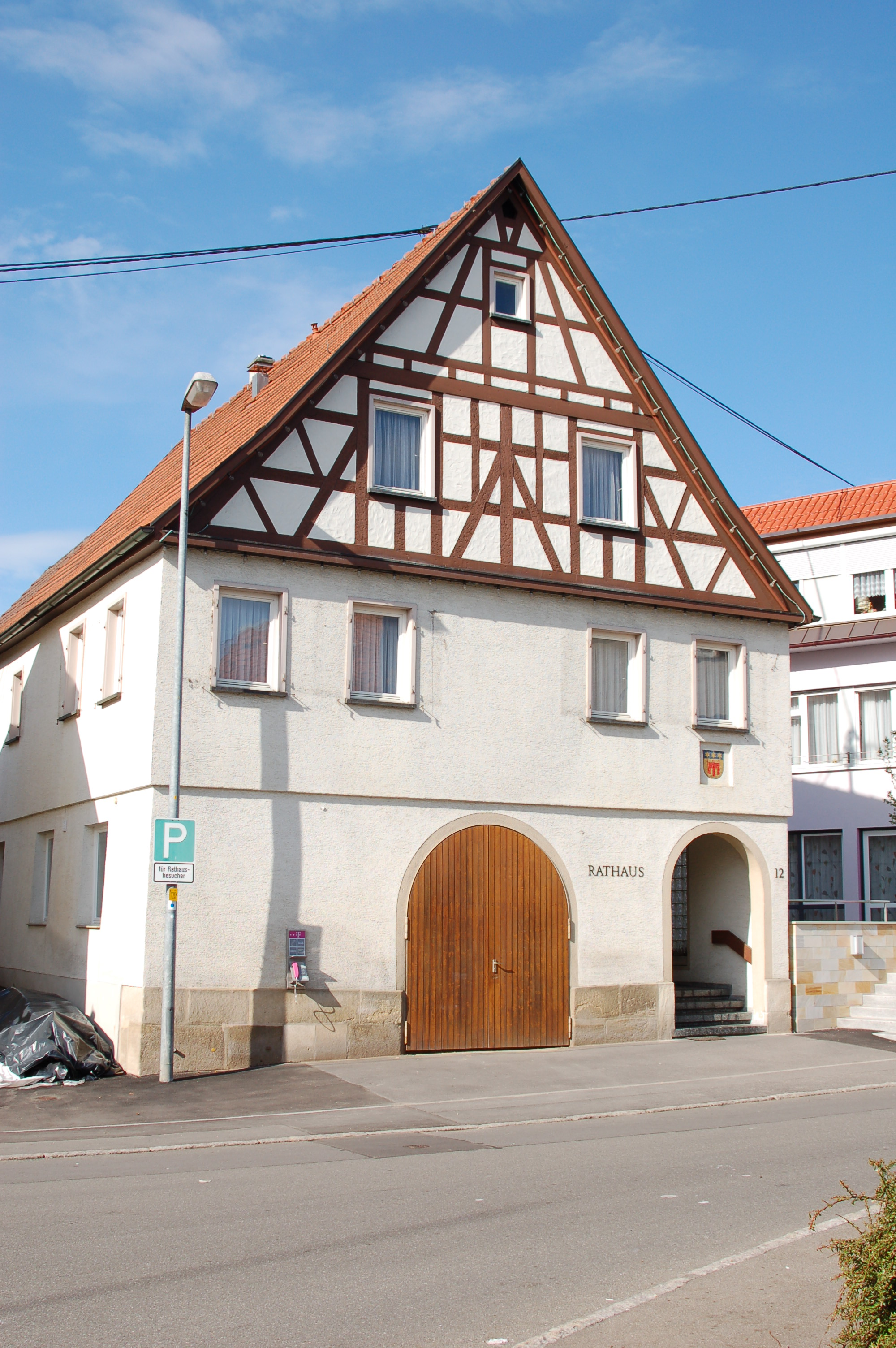
Oferdinger Rathaus

Oferdingen ist ein Stadtteil der Kreisstadt Reutlingen. Der gut 2400 Einwohner zählende Ort liegt im Neckartal zwischen der Gemeinde Pliezhausen und der Reutlinger Kernstadt. Die ehemals selbstständige Gemeinde Oferdingen wurde 1971 zu Reutlingen eingemeindet.

## Geographie
Oferdingen liegt rund sechs Kilometer nördlich der Reutlinger Innenstadt am rechten Ufer des Neckars. Angrenzende Orte sind die Gemeinde Pliezhausen im Norden sowie die Reutlinger Stadtteile Mittelstadt im Nordosten, Reicheneck im Südosten, Rommelsbach im Süden und Altenburg im Westen.

## Geschichte

### Mittelalter, Grafen von Achalm
Im Grafengeschlecht von Achalm-Urach gab es einen Edlen mit Namen „Onfried“, wovon sich der Ortsname Oferdingen ableitete. Auf einem Sporn über dem Neckar und dem Reichenbach befand sich seine Burg, von der noch Reste im Pfarrhaus und im Turm der evangelischen Clemenskirche erhalten sind. Diese Anlage war Teil der Königspfalz („castellum onfridinga“), die sich über Altenburg und Oferdingen erstreckte. Die Oferdinger/Altenburger Pfalz ist als Schauplatz eines Gerichtstages im Jahr 914 anzusehen, in dessen Verlauf König Konrad I. den schwäbischen Herzog Erchanger verbannte. In diesem Zusammenhang findet sich die erste urkundliche Erwähnung Oferdingens.
1089 wurde das Kloster Zwiefalten gegründet und die Achalmgrafen Kuno von Wülflingen und Liutold von Achalm-Urach, die keine Erben hatten, vermachten die Hälfte ihrer Habe dem Kloster. Der Neffe, Graf Werner von Grüningen, bekam die andere Hälfte sowie die ganze Achalmburg samt Dienstpersonal. Damit der Neffe dem Kloster Zwiefalten die geschenkten Güter nicht streitig machen konnte, wurde 1089 der „Bempflinger Vertrag“ geschlossen. In diesem Vertrag wurden die 54 Orte aufgelistet, die von der Schenkung betroffen waren – darunter auch Oferdingen.
1291 wird mit dem Niederadeligen Hermann von „Ufridingen“ ein Adelsgeschlecht erwähnt, das sich nach dem Ort benannte. Es tritt letztmals 1386 auf. 1282 soll Graf Albert von Hohenberg in Oferdingen („Onfridingen“) seine Hochzeit mit der Gräfin Margarete von Fürstenberg gefeiert haben. Die Grafen von Hohenberg besaßen noch im 14. Jahrhundert Lehensbesitz im Ort. So trug Mitte des genannten Jahrhunderts Fritz von Lustnau ein dem Grafen Burkhard von Hohenberg gehörender Hof zu Lehen. Den Pfarrsatz verkaufte das Kloster Zwiefalten um 1332 an Berthold vom Stain, dieser wiederum an die Johanniterkomturei Rohrdorf.
1342 gelangte Oferdingen mit der Pfalzgrafschaft Tübingen an Württemberg.
Oferdingen liegt an einem alten Neckarübergang, an dem im 14. Jahrhundert der Bau einer ersten Neckarbrücke erfolgte. Die Lage der Nachbargemeinde Altenburg ist durch die alte und wichtige Verbindungsstraße gekennzeichnet, die zwischen den römischen Kastellen Köngen und Rottenburg verlief und auch im frühen Mittelalter benutzt worden ist.

### Spätmittelalter und frühe Neuzeit

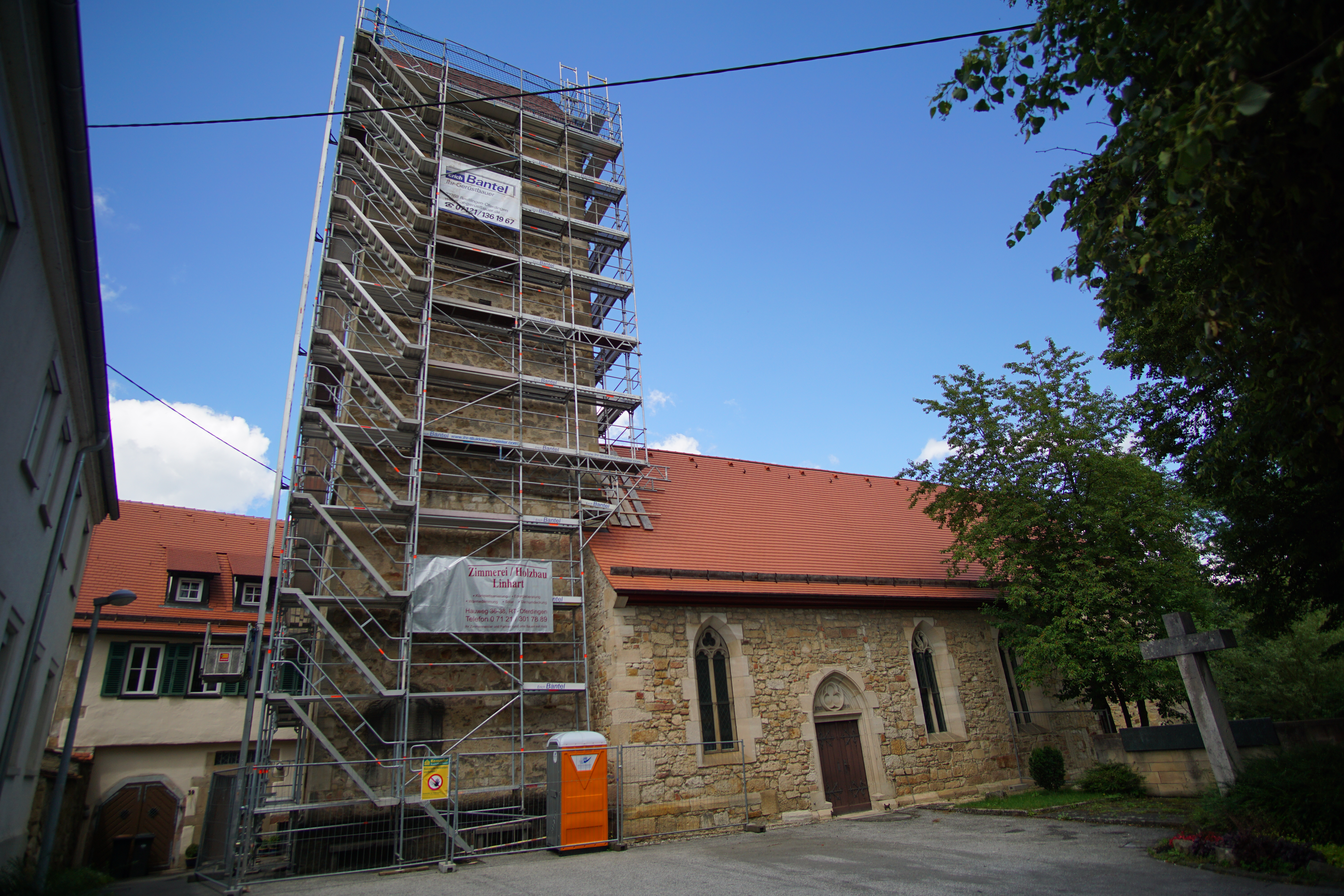
Kirche

Neben den Grafen und Herzögen von Württemberg besaßen auch das Spital der Reichsstadt Reutlingen, die Klöster Bebenhausen (ein Hof), Zwiefalten und Pfullingen Grundbesitz in Oferdingen. Die geistlichen Güter kamen spätestens mit der Säkularisation an Württemberg, d. h., ihre Gefälle gingen an die Kellerei Tübingen über. 1809 wurde ein Hof der Johanniterkommende Rohrdorf verstaatlicht.
Ebenso wie sein Filial Rommelsbach war auch Oferdingen infolge der Pest in den Jahren 1609–1611 fast ausgestorben. 1609 starben 103 Menschen daran, 1611 mögen noch 60 Menschen überlebt haben. Im Filial Altenburg starben zur selben Zeit 55 Menschen. Auch 1634/35 brach die Pest aus. Sie wurde von spanischen Söldnern eingeschleppt.
Im Dreißigjährigen Krieg bot der Ort wegen seiner günstigen Lage und der Neckarbrücke ein vorzügliches Quartier. Vor dem Sturm des Obristen Walter Butler auf Urach, am 12. November 1634, lagen in und um Oferdingen katholische Verbände. Herzog Eberhard III. war nach der Schlacht bei Nördlingen ins Straßburger Exil geflohen. Württemberg wurde damals von dem kaiserlichen Statthalter Karl Ludwig Ernst von Sulz verwaltet. Im April 1638 drangen einige weimarische Abteilungen unter Taupadel und Schaffalitzky durch den Schwarzwald vor und besetzten wichtige Städte in Württemberg (u. a. Tuttlingen, Balingen, Tübingen, Urach, Stuttgart). Sie wollten die geraubten Klöster und Pfandschaften und damit das gesamte Herzogtum wieder dem rechtmäßigen Herren, Eberhard III., zurückgeben. Dieser stand nach langen, kraftzehrenden Verhandlungen kurz vor der Rückkehr in sein um die Hälfte verkleinertes Territorium.
Bernhard von Schaffalitzky, der in Urach weilte, ergriff die Gelegenheit und verhandelte sogleich mit verschiedenen Städten wegen der Landesverteidigung. Am liebsten hätte er das Landesaufgebot ausgehoben und es Eberhard III. zugeführt. Das Unternehmen ließ sich gut an: Die württembergischen Bauern liefen den Befreiern scharenweise entgegen und erboten sich, „die Waffen zu ergreifen, wenn der Herzog nur selbst erscheine“. Doch als in Reutlingen einer ihrer Rädelsführer aufs Rad geflochten wurde und der Kaiser seinen Heerführer Johann Graf von Götz auf den Weg schickte, erlosch die anfängliche Begeisterung im Volk so schnell, wie sie aufgeflackert war.
Derweil hielt die kaiserliche Armee mit 16.000 Mann auf dem Tübinger Wörth beeindruckende Heerschau. Die Weimarer hatten sich sehr rasch aus dem Staub gemacht und verließen neben Tübingen nun auch Rottenburg am Neckar. Im götzschen Heer zog damals auch Hans Jakob Christoffel von Grimmelshausen, der später seinen Simplicissimus verfasste.
Auch die kleine weimarsche Besatzung von Urach wollte sich eilends mit Bernhard von Sachsen-Weimars Hauptmacht vereinen, die bei Tuttlingen aufzog. Am 20. April 1638 stellten sich die Kaiserlichen bei Sondelfingen ihnen in den Weg. Schaffalitzkys Einheit wurde aufgerieben und bis auf wenige Männer vernichtet. Der Kampf tobte so heftig, dass am nächsten Morgen tote Kinder auf den Straßen aufgelesen werden mussten. Auch in Oferdingen erlebt man hierauf das Grauen: Als bayerische Soldaten am 21. April über den Neckar abzogen, zündeten sie den Flecken an. Kirche, Pfarr- und Messnerhaus wurden ein Raub der Flammen. Das neue Oferdinger Kirchenbuch beginnt mit den Worten:

„Angefangen nach geschehenem hochschädlichem Brand, als der Fleck durch das bayerische Kriegsvolk jämmerlich abgebrannt, im Feuer zugleich mit verdorben alle Kirchengerät […] und dann auch das Taufbuch – im Jahr 1638, den 21. April.“

Glücklicherweise waren die meisten Bewohner zuvor nach Reutlingen geflohen.
Am 4. Mai erreichte Götz die Reichsstadt Rottweil. Weimar erschien mit der gesamten Reiterei, doch Götz wich geschickt über das Kinzigtal aus. Schließlich stellte ihn Weimar zur Schlacht bei Wittenweiher. Götz verließ schwer gebeutelt das Feld und musste sich nach Württemberg zurückfallen lassen.
Im Vorfeld der Schlacht bei Tuttlingen im Jahre 1643 wurde Oferdingen Schauplatz eines Gefechts. Die Weimarer und Franzosen (Graf von Sayn-Wittgenstein und Obrist Friedrich Ludwig Kanoffski), die hier lagerten, wurden von Johann von Werths Reiterei überfallen. Mit 2000 Mann warf er die Wachen der Franzosen zurück und zündete den Ort abermals an. Werth erbeutete das gesamte Gepäck und 800 Pferde, verlor aber selbst über 100 Mann.
Während des Spanischen Erbfolgekriegs kam es zu Truppendurchzügen und Einquartierungen. Zwischen 13. und 29. Mai 1703 lagerten Truppen des Kaiserlichen Generals Hermann Otto II. von Limburg-Styrum in der Gegend um Nürtingen, zu welchen sich auch Herzog Eberhard Ludwig von Württemberg mit seinen Haustruppen hinzugesellte. Vereint mit etwa 10.000 Mann, nahm Eberhard Ludwig am 2. bis 5. Juni das Hauptquartier im benachbarten Rommelsbach ein. Daraufhin teilten sich die Streitkräfte: Während sich die Kaiserlichen Truppen in der Schlacht bei Höchstädt den Franzosen und Bayern stellten, vereinigten sich die Württemberger bei Haunsheim mit dem Reichsfeldmarschall Ludwig Wilhelm von Baden.
Der heutige alte Friedhof wurde 1626 „südlich am Ort“ angelegt. Der alte Begräbnisplatz am Kirchhof war nach der Pestzeit unvorteilhaft und zu klein geworden. 1655 wurde die Oferdinger Kirche zusammen mit dem Pfarrhaus neu errichtet.

### Neuzeit
Das Rathaus wurde 1783 erbaut. Das 1816 errichtete Schulhaus (heutiger Kindergarten) enthielt zwei Lehrzimmer und die Wohnung des Schulmeisters. 1867 hatte Oferdingen 464 Einwohner. Bis 1938 gehörte Oferdingen dem Oberamt Tübingen an, das hierauf im Landkreis Tübingen aufging. Am 1. Januar 1971 wurde Oferdingen im Zuge der Gemeindereform in die Stadt Reutlingen eingemeindet. Von 1928 bis 1970 war der Ort ferner durch die Straßenbahn Reutlingen mit der Kernstadt verbunden.
Zu Konflikten kam es in Oferdingen während der Flüchtlingskrise in Deutschland 2015/2016. Der Bezirksbürgermeister des Reutlinger Stadtteils, Ralph Schönenborn, trat im Oktober 2015 von seinem Amt zurück. Als Grund nannte er wiederholte Anfeindungen gegen sich und seine Frau, weil er sich dafür eingesetzt hatte, eine Sammelunterkunft für über 70 Flüchtlinge auf einem zentralen Grundstück in Oferdingen einzurichten. Der Bezirksgemeinderat lehnte die Pläne jedoch ab und forderte Schönenborns Rücktritt. Schönenborn berichtet in seinem Rücktrittsschreiben, dass er sich Verunglimpfungen und Drohungen aus der Oferdinger Bevölkerung ausgesetzt sah.
Eine sogenannte Flüchtlingsinitiative wollte erreichen, dass kein Containerdorf in Oferdingen gebaut wird, sondern dass die Menschen dezentral untergebracht werden. Dafür sammelte die Initiative 700 Unterschriften im 2400-Einwohner-Ort.

## Religionen
Die meisten Einwohner der Gemeinde Oferdingen sind evangelisch. Es gibt eine evangelische Kirche, die Clemenskirche. Sie besitzt einen eigenen Pfarrer.

## Wappen
Blasonierung: Unter blauem Schildhaupt, darin drei sechsstrahlige goldene Sterne, in Gold eine dreilatzige rote Fahne

## Kultur und Sehenswürdigkeiten

### Regelmäßige Veranstaltungen
- Maibaumstellen mit Schwalben am 30. April
- Maifest am 1. Mai (Tanz unter dem Maibaum)
- Birkhölzlesturnier
- Weinfest
- Fischerhockete
- Dorffest (alle zwei Jahre)
- TSV Sportlerball (Tanzabend in der Turn- und Festhalle Oferdingen)
- Erntedankfest mit Gottesdienst

## Wirtschaft und Infrastruktur

### Verkehr
Es besteht eine direkte Anbindung an die B 297 (Nürtingen–Tübingen). Über die Nachbarorte Altenburg und Rommelsbach besteht eine Verbindung zur B 464/B 27 in Richtung Stuttgart.
Oferdingen ist an das Stadtbusnetz der Reutlinger Stadtverkehrsgesellschaft angeschlossen. Die Linie 1 verbindet den Ort mit Reutlingen und Eningen über Pliezhausen, Rübgarten (Pliezhausen) und Walddorfhäslach. Die Schnellbuslinie X3 verkehrt von Pfullingen über Reutlingen und Oferdingen zum Flughafen Stuttgart und zur Messe Stuttgart.

### Bildung
In Oferdingen gibt es eine Grundschule mit rund 100 Schülern.

## Persönlichkeiten

### Söhne und Töchter der Gemeinde
- Albert von Kolb (1817–1876), Oberamtmann, Landtagsabgeordneter
- Dominik Kuhn (Dodokay; * 16. September 1969 in Reutlingen), Produzent, Regisseur, Sprachkünstler (Voice Artist), Musiker und Übersetzer.
- Ines Martinez (Ines Füldner; * 3. Februar 1966 in Frankfurt) besuchte in Oferdingen die Grundschule, Sängerin, Kabarettistin und Moderatorin.[12]